# Areszt wydobywczy
Areszt wydobywczy – potoczne określenie tymczasowego aresztowania wielokrotnie przedłużanego w celu uzyskania od aresztowanego zeznań przyznania się do postawionych zarzutów lub obciążających inne osoby. Nazywa się tak przypadki, kiedy prokuraturze udaje się przekonać sąd do tego, by – z powodu np. komplikacji sprawy, o którą podejrzana jest osoba aresztowana – wielokrotnie (nawet kilkunastokrotnie) przedłużać tymczasowe aresztowanie.
Jako przykłady aresztu wydobywczego wskazuje się sprawy Marka Dochnala, którego „tymczasowe” aresztowanie trwało ponad 3,5 roku oraz sprawę krakowskich firm Krak-Meat i Polmozbyt, która stała się kanwą filmu Układ zamknięty. W jej trakcie, w opinii oskarżonych, prokurator utrzymywał areszt tymczasowy części pracowników spółki tak długo, aż dobrowolnie poddali się karze (jeden z nich został w areszcie pobity), zaś jednemu ze współwłaścicieli groził odebraniem dzieci i oddaniem ich do domu dziecka.
W sprawie aresztowania Janusza Filipiaka zastosowane przez prokuraturę środki zostały uznane przez Sąd Najwyższy za noszące znamiona „wydobywczych”.
Część polskich mediów określiła mianem przetrzymywania w areszcie wydobywczym trzyletnie osadzenie w areszcie polskiego polityka Mateusza Piskorskiego oskarżonego przez prokuraturę o bycie agentem wpływu Rosji, Chin i Iranu.
Mianem aresztu wydobywczego został określony przez niektóre media w Polsce niemal czteroletni pobyt w areszcie kibica Legii Warszawa, Macieja Dobrowolskiego, oskarżonego wyłącznie na podstawie zeznań świadka koronnego.